# Metałurh Kupiańsk
Metałurh Kupiańsk (ukr. Футбольний клуб «Металург» Куп'янськ, Futbolnyj Kłub "Metałurh" Kupianśk) – ukraiński klub piłkarski z siedzibą w Kupiańsku, w obwodzie charkowskim.

## Historia
Chronologia nazw:
- 19??—...: Metałurh Kupiańsk (ukr. «Металург» Куп'янськ)

Piłkarska drużyna Metałurh została założona w mieście Kupiańsk w XX wieku. Zespół występował w rozgrywkach mistrzostw i Pucharu obwodu charkowskiego.
Od początku rozgrywek w niezależnej Ukrainie klub występował w rozgrywkach mistrzostw Ukrainy spośród zespołów amatorskich. W sezonie 1992/93 zajął 7 miejsce w 4 grupie. W następnym sezonie 1993/94 zajął piąte miejsce w 5 grupie, a w sezonie 1994/95 - już był trzeci w 5 grupie.
Obecnie kontynuuje występy w rozgrywkach Mistrzostw i Pucharu obwodu, gdzie zdobył wiele sukcesów.

## Sukcesy
- Amatorska Liha:

3 miejsce: 1994/95
- mistrzostwo obwodu charkowskiego

mistrz (9x) : 1977-1981, 1986, 1987, 1989, 1991